# وليد الخريجي
المهندس وليد بن عبد الكريم الخريجي نائب وزير الخارجية السعودي منذ 15 يوليو 2020، عضو مجلس الشورى ووزير الزراعة السعودي سابقاً. من مواليد مدينة المدينة المنورة عام 1958م.

## المناصب القيادية والخبرات العملية
- عضو مجلس الشورى السعودي اصدر الملك سلمان بتعيينه عضو في مجلس الشورى وذالك بتاريخ ( 14 / 2 / 2015 )
- وزير الزراعة السعودي سابقاً وذالك بتاريخ ( 8/12/2014 إلى 29/1/2015 لمدة 51 فقط )
- مدير عام المؤسسة العامة لصوامع الغلال ومطاحن الدقيق ـ (2009-2014)
- رئيس مجلس الحبوب الدولي للدورة الحالية 2015/2014م
- نائب رئيس مجلس الحبوب الدولي للدورة 2014/2013م
- سـفـير خادم الحرمين الـشـريفين لدى مملكة هولندا والمندوب الدائم للمملكة لدى منظمة حظر استخدام الأسلحة الكيميائية (2002-2009)
- مدير عام الزراعة والمياه بمنطقة مكة المكرمة (1995-2002)
- المندوب الدائم للمملكة لدى منظمة الأغذية وبرنامج الغذاء العالمي (1990-1994)
- مساعد المندوب الدائم للملكة لدى منظمة الأغذية والزراعة للأمم المتحدة (الفاو) روما (1989-1990)
- مهندس مشرف على تنفيذ محطات التقنية في كل من رفحا والزلفي وخميس مشيط وحفر الباطن وعنيزة بوزارة الزراعة والمياة (1984-1989)
- مهندس مشرف بمشروع مياه الرياض بوزارة الزراعة السعودية(1982-1984)

## عضوية مجالس الإدارات واللجان
- عضو مجلس إدارة الشركة السعودية للاستثمار الزراعي والإنتاج الحيواني- سالك (2012 حتى 2014)
- عضو مجلس منطقة مكة المكرمة(1995-2002)
- عضو مجلس محافظة جدة(1995-2002)
- رئيس اللجنة الدائمة للبحوث والإرشاد الزراعي بمنطقة مكة المكرمة(1995-2002)
- نائب رئيس لجنة التنمية الاقتصادية في مجلس منطقة مكة المكرمة(1995-2002)
- عضو لجنة الخدمات والمرافق في مجلس منطقة مكة المكرمة(1995-2002)
- عضو مجلس إدارة مصلحة المياه والصرف الصحي بمنطقة مكة المكرمة(1995-2002)
- عضو لجنة شركة المراعي بمنطقة مكة المكرمة(1995-2002)
- عضو لجنة المعاشات بالصندوق الدولي للتنمية الزراعية (1990-1994)
- عضو اللجنة التحضيرية في لجنة التموين الوزارية

## المؤهل العلمي
- بكالوريوس في الهندسة المدنية، جامعة ميامي بفلوريدا، الولايات المتحدة الأمريكية (1982).[4]

## الجوائز
- جائزة سفير العام في هولندا للعام 2006م بواسطة جمعية سور في لاهاي.[5]

## وصلات خارجية
- المؤسسة العامة لصوامع الغلال ومطاحن الدقيق.